# 結城親朝
結城 親朝（ゆうき ちかとも）は、鎌倉時代後期から南北朝時代にかけての武将。小峰氏初代当主。

## 略歴
白河結城氏2代当主・結城宗広の嫡男として誕生。父・宗広や弟・親光と共に鎌倉幕府の討幕運動に参加して功績を挙げた。建武の新政で陸奥将軍府が設置されると、評定衆・引付頭人に任じられ、白河などの所領を与えられた。足利尊氏と後醍醐天皇による争いが勃発すると当初は父と共に南朝勢力として転戦した。父・宗広とは独自の地盤（後の小峰氏の元となる）を築いていたが、延元3年/暦応元年（1338年）に父が病死すると、長男・顕朝が白河結城氏の家督を継いだ。興国元年/暦応3年（1340年）には白河小峰城を築城し、別家の小峰氏を創設した。
関東の南朝方を指揮する北畠親房からの数々の要請に関して、親朝は当初は積極的に応え、特に関東から奥州（多賀城）への道を切り開くべく、周辺の北朝方と積極的に交戦した。興国元年/暦応3年（1340年）に親朝が修理権大夫、翌年には親朝が四位、同じく顕朝が弾正少弼に任じられているが、これは北畠親房がその忠節を評価して南朝朝廷に推挙したものであった。
ところがこの頃より、北畠親房を追い落として近衛経忠を関東の南朝方盟主に擁立しようとする「藤氏一揆」の動きが発覚して、関東の南朝方に動揺が走った。加えて、北朝方に通じた石川氏の侵攻などで白河が危機的状況に陥る中で、小田城を失って関城に追い込まれた北畠親房からの救援要請は度重なり、興国3年/康永元年（1342年）3月には関城救援を求める北畠親房の書状と多賀城奪還を求める北畠顕信（親房の子）の書状が相前後して届けられたことにより、親朝と北畠親房の間に軋轢が生じるようになる。
興国4年/康永2年（1343年）、親朝は北朝方の石塔義房に内応の意向を伝え、同年8月に知行地の安堵と引き換えに北朝方に寝返った。親朝の内応の原因として、恩賞に対する不満なども含まれていたものの、南朝方の分裂や周辺勢力の攻勢によって苦境に立たされている白河結城氏の状況に対する北畠親房の無理解も原因であったとする説がある。
正平2年/貞和3年（1347年）に死去。小峰氏の家督は次男・朝常が相続した。